# ديفيد كروفورد (لاعب كرة طائرة)
ديفيد كروفورد (14 يوليو 1983 في أستراليا - ) (بالإنجليزية: David Crawford)‏ هو لاعب كرة القدم ذات القواعد الأسترالية ولاعب كرة طائرة أسترالي. لعب مع Claremont Football Club ‏.

## وصلات خارجية
- ديفيد كروفورد على موقع AustralianFootball.com (الإنجليزية)